# Dave Cockrum
Dave Cockrum (Pendleton, 11 novembre 1943 – Belton, 26 novembre 2006) è stato un fumettista statunitense, noto soprattutto per la co-creazione dei personaggi di Tempesta, Nightcrawler e Colosso in qualità di disegnatore degli X-Men.